# زئولیت
زئولیت (Zeolite) یک ماده معدنی است که عمدتاً از آلومینوسیلیکات تشکیل شده و کاربرد تجاری عمده آن در صنایع یه عنوان جاذب سطحی است. واژه زئولیت در اصل در سال ۱۷۵۶ توسط کانی‌شناس سوئدی اکسل فردریک کرونستد(به انگلیسی: Axel Fredrik Cronstedt) ابداع شد. نام زئولیت از ترکیب دو واژه یونانی (ζέω (zéo، به معنی «جوش» و (λίθος (lithos، به معنای «سنگ» تشکیل شده است. زئولیت‌ها به‌طور گسترده‌ای در صنعت برای تصفیه آب، به عنوان کاتالیزور و برای تهیه مواد پیشرفته استفاده می‌شود. مهم‌ترین استفاده زئولیت در تولید پاک‌کننده‌های لباس است. همچنین در پزشکی و کشاورزی نیز کاربرد دارد. از بین زئولیت‌های طبیعی فقط ۹ نوع به مقدار زیاد در طبیعت یافت می‌شوند. خواص فیزیکی و شیمیایی زئولیت‌های طبیعی متفاوت بوده و در بین نمونه‌های مختلف یک نوع خاص از زئولیت نیز تفاوت‌هایی در خواص فیزیکی (اندازه منفذ، اندازه بلور، ظرفیت تبادل یونی و ظرفیت جذبی) و ترکیب شیمیایی وجود دارد. موارد استفاده زئولیت‌های مصنوعی و طبیعی از خواص فیزیکی و شیمیایی آن‌ها منشأ می‌گیرد که خود آن هم به نوبه خود تابعی از ساختمان بلوری و ترکیب شیمیایی زئولیت‌ها است.
تعدادی از زئولیت‌های طبیعی عبارتند از:
- Analcime – Chabazite – Clinoptilolite – Erionite – Faujasite – Ferrierite – Laumontite – Mordenite – Pillipsite – Heulandite .
از کاربردهای زئولیت می‌توان موارد زیر را به اختصار بیان نمود:
کشاورزی
- به عنوان ماده جاذب رطوبت در زراعت
- افزایش دهنده تبادلات کاتیونی و حاصلخیزی
- کنترل بو
- مواد افزودنی خوراک دام
- گلخانه
- پرورش گل
- سبزیجات
- درخت و درختچه Transplanting
- اصلاح خاک چمن
- محوطه‌سازی
- احداث جنگل (سازمان جنگلها، مزارع درخت)
- کاربرد در سیستم‌های آبکشت
- تصفیه آمونیاک استخر ماهی و آبزیان

محصولات خانگی
- بوگیردر منازل
- کنترل بو و رطوبت حیوانات خانگی (بستر حیواناتی مثل سگ وگربه)

محصولات صنعتی
- جاذب نفت ومشتقات آن
- جداسازی گاز

کاربرد در رآکتور و رادیواکتیو
- سایت بازسازی
- رآکتورها
- کاربرد در مدیریت زباله‌های اتمی

کاربرد در محیط زیست
- جذب فلزات سنگین
- به عنوان جذب‌کننده آلودگی‌های نفتی

تصفیه آب و فاضلاب
- تصفیه آب
- حذف فلزات سنگین
- استخرهای شنا
- حذف آمونیاک موجود در لجن

## طبقه‌بندی زئولیت‌ها

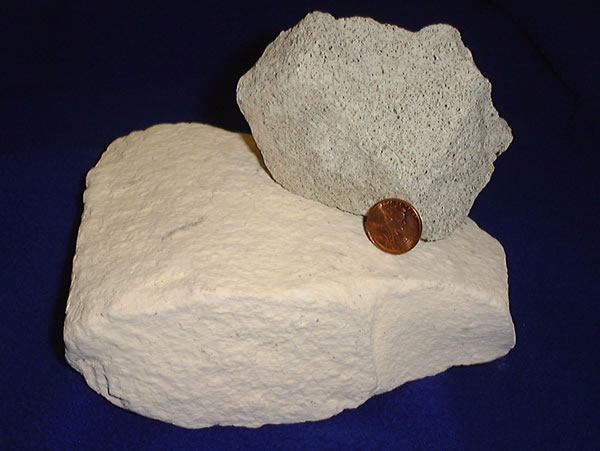
سنگ زئولیت

چند نوع طبقه‌بندی برای زئولیت‌ها انجام گرفته است.
یک طبقه‌بندی قدیمی بر اساس شکل بلور است. در این طبقه‌بندی زئولیت‌ها به بلورهای رشته‌ای، ستونی و مختلط تقسیم‌بندی می‌شوند.
یک نوع طبقه‌بندی دیگر بر اساس منشأ شکل‌گیری آن‌ها است؛ که از این نظر زئولیت‌ها به دو نوع رسوبی و آتشفشانی تقسیم‌بندی می‌گردند. در زئولیت‌های رسوبی نسبت سیلیسیم به آلومینیوم بزرگتر از زئولیت‌های آتشفشانی است. زئولیت‌های موجود در ایران از نوع رسوبی هستند، در حالی‌که اکثر گونه‌های طبیعی زئولیت‌های موجود در جهان از نوع آتشفشانی هستند.
نوع سوم تقسیم‌بندی بر اساس خواص اسیدی یا بازی زئولیت‌ها بنا شده است. در این تقسیم‌بندی زئولیت‌هایی که نسبت آلومینیوم به سیلیسیم (Al به Si) در آن‌ها در دامنه ۸/۰ به بالا باشند، جزء زئولیت‌های اسیدی و زئولیت‌هایی که در آن‌ها این نسبت بین ۵/۰ تا ۶/۰ و کم‌تر باشد، جزء زئولیت‌های قلیایی طبقه‌بندی می‌شوند.

## خواص زئولیت‌ها

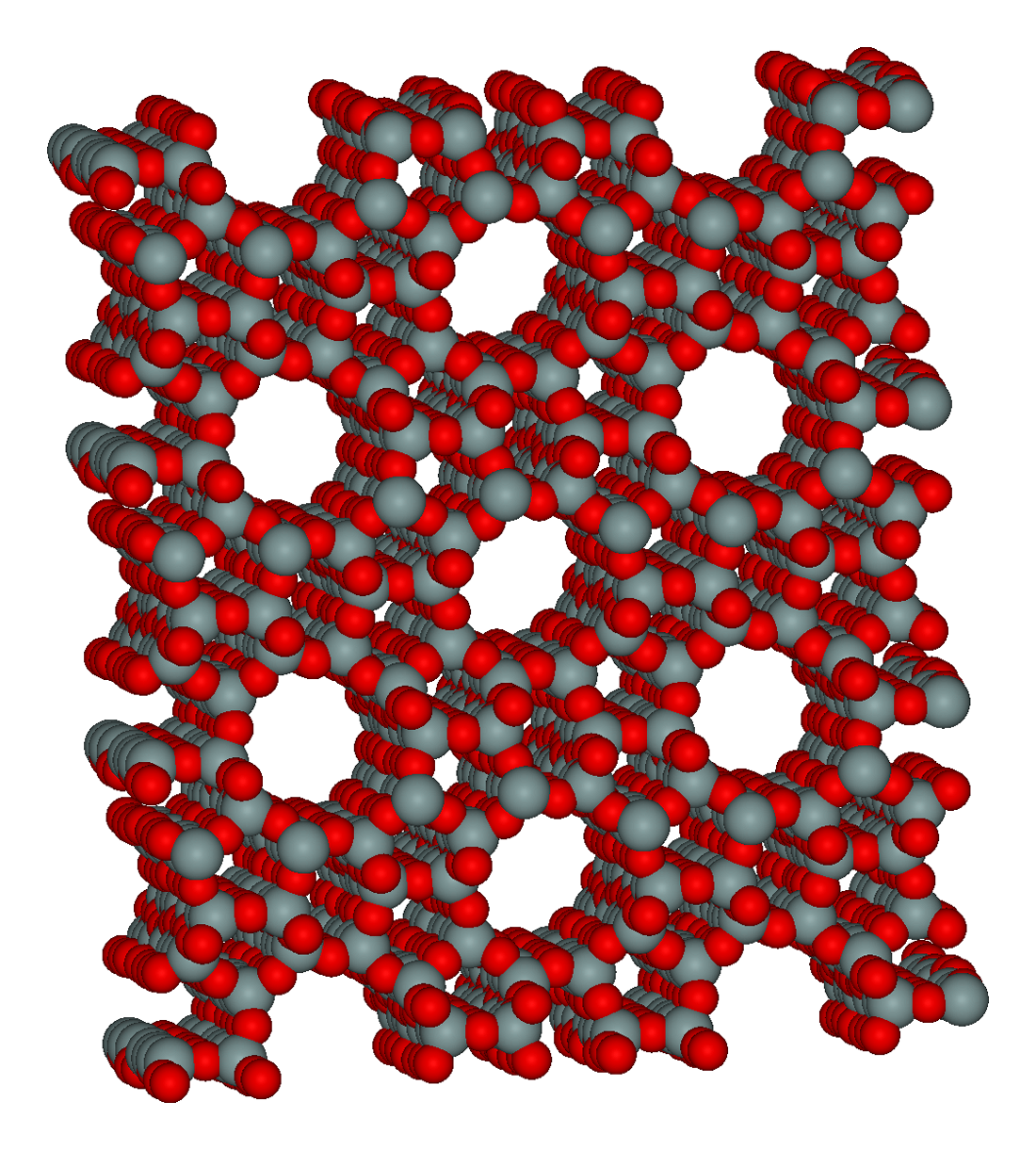
ساختار اتمی زئولیت

به‌طور کلی تراکم زئولیت‌های طبیعی در دامنه ۹/۱ تا ۲/۲ میلی‌گرم در متر مکعب است. با وجود این تراکم زئولیت‌هایی که مقادیر زیادی باریم و استرانسیم دارند، ممکن است در حدود ۵/۲ تا ۸/۲ میلی‌گرم در متر مکعب باشند. اکثر مواد زئولیتی بی‌رنگ یا سفید هستند. با این حال بعضی از آن‌ها که حاوی مقادیر جزئی یا کم آهن هستند، به رنگ زرد کم رنگ یا قهوه‌ای مایل به قرمز دیده می‌شوند. زئولیت‌ها در حالت تعلیق باعث به وجود آوردن pHهای ۵/۹ تا ۵/۱۰ شده و در نتیجه تجزیه کامل یا نسبی موجب ایجاد pHهای بالاتری نیز می‌گردند. اگر چه اغلب زئولیت‌های حاوی Si کم یا متوسط (نسبت Si به Al به ترتیب برابر ۵/۱ به ۱ و ۲ به ۵/۱) در محلول‌های اسیدی با pH پایین‌تر از ۳ متلاشی می‌شوند، بعضی گونه‌های حاوی Si زیاد مثل کلینوپتیلولیت و موردنیت در pH حدود ۲ نیز پایدار هستند و برای دوره‌های کوتاه‌تر حتی در pH پایین‌تر از ۲ نیز پایدار می‌باشند. به‌طور کلی نوع رسوبی یک گونه زئولیت خاص، در مقابل اسید پایدارتر از نوع آتشفشانی آن است؛ زیرا معمولاً دارای Si بیش‌تری می‌باشند.
- درجه بالای آب‌دار (هیدراته) شدن.
- در زمان بی آب (دهیدراته) شدن، تراکم پایین و فضاهای خالی بالایی دارند.
- ساختمان بلوری اغلب زئولیت‌ها موقع بی آب شدن، پایدار می‌ماند.
- دارای خاصیت تبادل کاتیونی هستند.
- بلور دهیدراته دارای کانال‌های یکنواختی از نظر مولکولی و اندازه می‌باشد.
- خواص فیزیکی متنوعی از قبیل هدایت الکتریکی
- ضریب گازها و بخارها
- خواص کاتالیتیکی
- جذب و شبکه یونی

## خاصیت تبادل کاتیونی CEC
کاتیون‌های قابل تبادل یک زئولیت، کاتیون‌هایی هستند که به‌طور سستی با چهار چوب چهار وجهی پیوند شده و حفظ می‌گردند و به آسانی می‌توانند توسط شستن زئولیت با محلولی قوی از کاتیونی دیگر برداشته شده و مبادله گردند. در هر حال، زئولیت‌های بلوری از جمله مؤثرترین و شناخته شده‌ترین مبادله‌کننده‌های کاتیونی بوده و ظرفیت آن‌ها به‌طور معمول ۴–۳ میلی اکی والان در گرم است.
ظرفیت تبادل کاتیونی (CEC) یک زئولیت اساساً تابعی از درجه جایگزینی Al3+ و Fe3+ به جای Si4+ در چندوجهی‌های چهار چوب آن زئولیت است و هرچه درجه جایگزینی بیش‌تر باشد، کاتیون‌های قلیایی و قلیایی خاکی بیش‌تری لازم است تا از نظر الکتریکی خنثی شود؛ و هرچه نسبت سیلیسیم به آلومینیوم بیش‌تر باشد، ظرفیت تبادل کاتیونی پایین‌تر خواهد بود و بالعکس.
در عمل رفتار تبادل یونی یک زئولیت به عوامل دیگری نیز بستگی دارد که عوامل زیر از آن جمله هستند:
- ناصاف بودن چهار چوب (شکل و ابعاد کانال‌ها)
- اندازه و شکل یون‌ها (قدرت قطبی بودن)
- تراکم بار الکتریکی در کانال‌ها و حفره‌ها
- ظرفیت بار منفی بودن و تراکم آن
- ترکیب و غلظت الکترولیت در محلول خارجی

تعداد کانال‌ها و ترتیب قرار گرفتن آن‌ها، خاصیت جابجایی کاتیونی در یک زئولیت خاص را تعیین می‌کند. کاتیون‌ها از درون زئولیت‌های دارای سیستم کانالی سه بعدی سریعتر از زئولیت‌های دارای سیستم کانالی یک یا دو بعدی انتقال می‌یابند.
قرار گرفتن یا نگرفتن کاتیون خاص در درون چهار چوب قفس مانند زئولیت‌ها به اندازه یون و ابعاد کانال‌های زئولیت بستگی دارد. برای مثال، قطر مؤثر کانال آنالیسم حدود ۲۸/۰ نانومتر است و تقریباً به‌طور کامل Na+ را با Rb+ (با شعاع یونی ۱۴۹/۰ نانومتر) مبادله می‌کند، ولی به‌طور کلی با یون سزیم (با شعاع یونی ۱۶۵/۰ نانومتر) مبادله نمی‌کند. چون اندازه یون سزیم برای عبور از میان کانال‌های ساختمانی آن خیلی بزرگ است.
برخلاف اغلب مبادله‌کننده‌های یونی غیر بلوری، از قبیل رزین‌های آلی و ژن‌های غیر آلی آلومینوسیلیکات (که به اشتباه در تجارت زئولیت نامیده می‌شوند)، زئولیت‌های بلوری خاصیت انتخاب‌کنندگی بالایی برای یون‌های رقابت‌کننده نشان می‌دهند. مولکول‌های آب احاطه‌کننده کاتیون‌ها با میدان عمل قوی، از دسترسی نزدیک آن‌ها به میدان بار در چهار چوب زئولیت جلوگیری کرده، بنابراین زئولیت خاصیت انتخاب‌کنندگی کم‌تری برای این یون‌ها نشان می‌دهد. برعکس، کاتیون‌ها با میدان عمل ضعیف به‌طور انتخابی توسط اغلب زئولیت‌ها از محلول برداشته شده و به‌طور محکم‌تری نگهداری می‌گردند و زئولیت به‌طور انتخابی این کاتیون را با کاتیون‌های دیگر مبادله می‌کند. زئولیت‌های دارای نسبت سیلیسیم به آلومینیوم بالا (برای مثال ۳ تا ۵) که در آن‌ها میدان بار کمی در چهار چوب وجود دارد، خاصیت انتخابی قابل توجهی به کاتیون‌های تک ظرفیتی در مقایسه با دو ظرفیتی نشان می‌دهند. درحالی‌که زئولیت‌های با نسبت پایین‌تر سیلیسیم به آلومینیوم و دارای میدان بار بیش‌تر و به هم نزدیک تر، خاصیت انتخابی بسیار بالایی برای کاتیون‌های دو ظرفیتی در مقایسه با یک ظرفیتی دارند. به‌طور کلی زئولیت‌ها به هیچ میزانی قدرت تبادل آنیونی ندارند.
زئولیت‌های طبیعی کلینوپتیلولیت به دلیل تعداد Al کم (نسبت Si به Al حدود ۵/۴ تا ۵) در ساختمان خود دارای ظرفیت تبادل یونی حدود ۳/۲ میلی اکی والان در گرم می‌باشد و ترتیب انتخاب‌کنندگی آن برای جابجایی کاتیون‌های مختلف به صورت زیر است.
Cs> Rb> NH4> Ba> Sr> Ca> Fe> Al> Mg> Li
از خاصیت انتخاب‌کنندگی کلینوپتیلولیت برای Cs+ و NH4+ در توسعه فرایندهایی برای حذف Cs رادیواکتیو از فاضلاب‌های تسلیحات هسته‌ای و حذف NH4+از فاضلاب شهری استفاده شده است.
آب بدبوی پارک ساعی تهران با دو بار تصفیه کردن از طریق یک ستون ده سانتی‌متری کلینوپتیلولیت تولیدی از معدن‌های داخلی حدود ۹۵ درصد از NH4+ موجود در آب حذف گردیده.
خاصیت انتخاب‌کنندگی کاتیونی زئولیت‌های طبیعی دیگر مثل شابازیت، فیلیپسیت، موردنیت و اریونیت نیز مشابه کلینوپتیلولیت می‌باشد. از طرف دیگر زئولیت مصنوعی A با نسبت مساوی Si به Al، خاصیت انتخاب کاتیونی بسیار متفاوتی با زئولیت‌های طبیعی دارد و انتخاب‌کنندگی آن برای کاتیون‌های تک ظرفیتی و دو ظرفیتی به صورت زیر است.
Ag> Tl> K> NH4> Rb> Li> Cs> Zn> Sr> Ba> Ca> Ni> Cd> Hg> Mg
ظرفیت تبادل کاتیونی معیاری برای تعیین تعداد بارهای موجود در واحد وزن یا حجم زئولیت برای تبادل قابل دسترس است.

## ویژگی‌های فیزیکی و شیمیایی زئولیت‌ها
زئولیت‌ها معمولاً دارای چگالی بین ۲ تا ۳/۲ گرم بر سانتی‌متر مکعب هستند. اما زئولیت‌های غنی از باریم، استثناء بوده و چگالی آن‌ها ممکن است بین ۵/۲ تا ۸/۲ گرم بر سانتی‌متر مکعب باشد.
عموماً ساختمان زئولیت‌ها باز است و در نتیجه سطح ویژه ای شبیه به کانی‌های سیلیکاتی ۱:۲ قابل انبساط از خود نشان می‌دهند. جذب آب در هر واحد سلولی زئولیت نسبتاً زیاد است. البته میزان جذب آب بستگی به نوع زئولیت و هم‌چنین نوع کاتیون‌های موجود در کانال‌های آن دارد. به‌طور کلی عرض کانال‌ها، اندازه کاتیون‌ها و انرژی هیدراتاسیون، تعیین‌کننده میزان آب جذب شده به وسیله این کانی‌ها هستند.
ظرفیت تبادل کاتیونی زئولیت‌ها از ۱۰۰ تا ۳۰۰ میلی اکی والان در ۱۰۰ گرم آن گزارش شده است. به‌طور کلی عرض کانال‌ها، انتشار یونی یا مولکولی، مقدار آب و هیدراته شدن، از عوامل مهم و تعیین‌کننده میزان ظرفیت تبادل کاتیونی آن‌ها است. زئولیت‌ها می‌توانند مانند غربال عمل کنند. به عنوان مثال آنالیست می‌تواند سدیم را آزادانه با Ti, Ag, NH4، K و Rb مبادله کند، ولی میزان تبادل Rb با Cs در آن بسیار ناچیز و قابل چشم پوشی است. جذب انتخابی یون‌های فلزات سنگین Ag و Ti در همه زئولیت‌ها بسیار متداول کلینوپتیلولایت برای جدا کردن و غیر متحرک کردن یون‌های رادیواکتیو از فاضلاب‌ها به‌طور گسترده‌ای مورد استفاده قرار می‌گیرد.

## کاربرد زئولیت در کشاورزی
خصوصیات فیزیکی و شیمیایی منحصربه‌فرد زئولیت‌های طبیعی آن‌ها را در بسیاری از کاربردهای کشاورزی و باغبانی سودمند نموده است. تکنولوژی‌های وابسته به زئولیت در کشاورزی و باغبانی شامل آزاد سازی تدریجی کودها، زئوپونیک و اصلاح و بهبود خاک است. این کاربردها میزان تقاضای زئولیت را در طیف تکنولوژیکی (از کاربرد آن‌ها در کشورهای در حال توسعه گرفته تا کاربرد آن‌ها در سیارات دیگر) افزایش می‌دهد. تحقیقات نشانگر این است که آزاد سازی تدریجی کودها توسط زئولیت‌ها، می‌تواند در خاک‌های طبیعی و مصنوعی به واسطه واکنش‌های تبادل یونی یا ترکیب واکنش‌های تبادل یونی یا ترکیب واکنش‌های تبادل یونی و تجزیه مواد کانی صورت گیرد. در روش دوم، زئولیت‌ها در ترکیب با کانی‌های با درجه انحلال پایین مانند فسفات آپاتیت به کار می‌روند. تحت شرایط مناسب، زئولیت‌ها راندمان مصرف کودها را افزایش خواهد داد. توانایی کلینوپتیلولایت در پایین آوردن نیتریفیکاسیون (تا ۱۱ درصد)، پایین آوردن شستشوی نیترات (تا ۳۰ درصد)، افزایش میزان جذب آمونیم و پتاسیم، کاهش تبخیر آمونیاک و آزاد سازی تدریجی NH4+ و K+ و سایر مواد غذایی مورد مطالعه قرار گرفته است.
سیستم‌های زئوپونیک به‌طور موفقیت‌آمیزی در کوبا و بلغارستان توسعه یافته‌اند، ولی این گونه سیستم‌ها برای تأمین مواد مغذی به درمان‌های دوره‌ای با کودهای شیمیایی یا محلول‌های مغذی بیش‌تر از زئولیت ترکیب شده با مواد کانی نیازمند هستند. مطلوب‌ترین سیستم‌های زئوپونیک، آن‌هایی هستند که خصوصیات جالب توجه زئولیتی (شامل ساختمان سخت و متخلخل، چگالی حجم متوسط، زهکشی خوب، قابلیت تبادل کاتیونی بالا و ثبات شیمیایی در برابر تغییرات pH) را دارا باشند و تغذیه متعادل گیاه را برای چرخه‌های تولید بدون اضافه نمودن کودها تأمین نمایند. سیستم‌های زئوپونیکی با دارا بودن این خصوصیات می‌توانند در بخش‌های عظیم تجاری و فروشگاه‌های مصرف‌کننده، به عنوان واسطه‌های رشد گیاه مورد توجه قرار بگیرند. زئولیت‌ها می‌توانند ظرفیت تبادل کاتیونی (CEC) خاک و رطوبت را افزایش دهند و هدایت آب را توسعه بخشند.
همچنین میزان محصولات را در زمین‌های اسیدی افزایش داده و میزان جذب عناصر سنگین و مضر مانند مس، کادمیوم، سرب و روی توسط گیاه، در خاک‌های آلوده را کاهش دهند. وسعت تأثیر این خصوصیات بستگی به مقدار زئولیت اضافه شده دارد. اگر قرار باشد زئولیت‌های تجاری برای مصارف کشاورزی و باغبانی توسعه یابند، بهتر است در تکنولوژی استفاده از آن‌ها در رابطه با هر محصول گیاهی به خصوص تجدید نظر به عمل آید تا بتوانند نیازهای ویژه محصولات را تأمین نمایند. برای آن‌هایی که درگیر تحقیق دربارهٔ زئولیت‌های طبیعی و توسعه آن‌ها در مصارف باغبانی و کشاورزی هستند، پالایش تکنولوژی‌های موجود و کسب موفقیت در بازار، چالش‌هایی هستند که بایستی مورد توجه تحقیقات و توسعه در بخش‌های زراعت و باغداری در زمینه استفاده از زئولیت‌ها قرار گیرند.

## افزایش رشد مصرف زئولیت‌ها
با توجه به خشکسالیهای اخیر وخشک بودن ایران ومشکل کم‌آبی در ایران استفاده از کودهای کمکی همراه با زئولیت‌ها رو به افزایش است.

## آزادسازی تدریجی کودها
آزادسازی تدریجی کودها (که زئولیت در آن نقش یک اصلاح‌کننده را دارد) می‌تواند در خاک‌های طبیعی یا خاک‌های مصنوعی در نتیجه واکنش‌های تبادل یونی با زئولیت یا از طریق ترکیبی از واکنش‌های تبادل یونی و تجزیه مواد کانی حاصل شود. تحقیقات ثابت کرده‌اند که اصلی‌ترین مواد مغذی گیاه از طریق این مراحل تأمین می‌شوند. این در حالی است که استفاده از زئولیت در ترکیب با مواد کانی قابل تجزیه به منظور بهره‌برداری از پدیده آزادسازی مواد مغذی در نتیجه تبادل یونی و فرایندهای تجزیه که به دنبال آن اتفاق می‌افتد در تحقیقات جدید مورد توجه قرار گرفته است.
از سال ۱۹۶۰، مطالعاتی در زمینه استفاده از خصوصیات تبادل یونی در زئولیت‌ها به منظور تأمین پدیده آزاد سازی تدریجی کودها و افزایش راندمان آن‌ها در ژاپن آغاز شد. از آن پس تحقیقاتی در ایالات متحده آمریکا و چندین کشور دیگر انجام شده است. در آزمایش‌هایی که تحت شرایط گوناگون انجام گرفت گونه‌های متفاوتی از خاک محصولات گونه‌های معدنی زئولیت (ترجیحاً کلینوپتیلولایت) با استفاده از مقادیر مختلف آن به کار گرفته شده‌اند. نتایج نیز به تبع آن گوناگون بودند. در بعضی از آزمایش‌های بازدهی افزایش پیدا کرده بود، در بعضی دیگر در میزان بازدهی تغییری حاصل نشده بود و در تعداد کمی کاهش پیدا کرده بود.
نیتریفیکاسیون در بعضی از آزمایش‌های کاهش یافته و در بعضی دیگر تغییر نکرده بود و هم‌چنین نتایج در آزمایش‌هایی که در آن‌ها زیان‌های حاصله از شستشوی خاک و قابلیت دسترسی نیتروژن را مورد بررسی قرار می‌دادند، نیز تغییر کرده بود.

## زئولیت خوراکی و کاربردهای درمانی
زئولیت خوراکی نیز وجود دارد که ماده ای معدنی بوده و می‌تواند کاملا ارگانیک و طبیعی باشد. زئولیت خوراکی در اندازه ذره مختلف وجود دارد: ۵ میکرون، ۲۵ میکرون، ۳۷ میکرون (معادل ۴۰۰  مش). زئولیت خوراکی (از جمله زئولیت کلینوپتیلولایت) به عنوان یک سم زدای طبیعی،‌ هم دارای کاربرد بالینی در پزشکی رسمی و هم به عنوان مکمل، استفاده دارد.
در تجویز های رسمی بالینی، برای جذب آمونیاک، مایکوتوکسینها (مواد سمی ناشی از قارچ‌های بیماریزا)، کاتیون‌ها، مواد رادیواکتیو، آفت‌کش‌ها) و کاهش جذب آنها در بدن تجویز می‌شود. پودر زئولیت علاوه بر اینکه برخی فلزات سنگین را از بدن دفع می کند، قابلیت متعادل کردن میزان پی هاش pH بدن انسان نیز دارد. 
این ماده معدنی ، فلزات سنگین و سموم مختلف را از بدن جذب می کند. مواد سمی در کانالهای زئولیت محبوس میشوند. که در نهایت از طریق دفع گوارشی، به طور کامل همراه با زئولایتی که آنها را جذب کرده و به دام انداخته، دفع می شوند. 
میتوان گفت که استفاده از این زیست ماده در زمینه‌های مختلف علوم پزشکی در حال گسترش است. زئولیت ها مواد خوراکی، آنتی باکتریال، زیست سازگار، غیر سمی با خاصیت جذب بالایی هستند.
انتخاب زئولیت چه به صورت سنتزی و چه طبیعی انتخاب مناسبی برای استفاده در سامانه‌های دارو رسانی، بهبود زخم، داربستهای استفاده شده در مهندسی بافت، پوشش‌دهی ایمپلنت، همودیالیز و جذب گاز است .
موارد استفاده و فواید این ماده طبیعی، متعدد بوده و شامل دفع سموم ناشی از مواد مخدر ، سم زدائی و غیره، از اعصای مختلف از جمله روده است. نوع این خاصیت به اندازه ی ذرات بستگی دارند. زئولایت بر یکپارچگی دیواره روده تأثیر مثبت گذاشته، تأثیر مثبت بر میکروبیوم روده دارد. بنابرایان، اگرچه از سد مغزی نخاعی عبور نمی‌کند، اما در منقالاتی به تاثیر مثبت بر محور روده-مغز خاطرنشان شده‌است 
از آنجا که زئولیت‌ها مواد معدنی متخلخلی هستند، از این خاصیت برای جذب مواد رادیواکتیو استفاده می‌شود.
زئولیت‌ها در فاجعه چرنوبیل برای جذب و تثبیت مواد رادیواکتیو استفاده شدند. این مواد به عنوان بخشی از عملیات پاکسازی برای کاهش گسترش آلودگی رادیواکتیو به کار رفتند. زئولیت‌ها به دلیل ساختار متخلخل و توانایی تبادل یونی، قادر به جذب و نگهداری مواد رادیواکتیو هستند و در نتیجه به کاهش اثرات مخرب فاجعه چرنوبیل کمک کردند.
برای جذب مواد رادیواکتیو نیروگاه چرنوبیل، زئولیت در مزارع و حتی در خوراک افرادی که گرفتار پرتوهای رادیواکتیو شده بودند آنقدر مصرف شد تا مواد رادیواکتیو منطقه چرنوبیل، چه برای انسان و چه برای گیاهان مورد مصرف انسان، جذب شد

پیش از استفاده، تخلیه حفره‌ها به حرارت پیشنهاد شده‌است. از آنجا که ویژگی و قابلیت اصلی آن جذب رطوبت و موارد دیگر از محیط، این پروسه در طی زمان نگهداری نیز رخ می‌دهد. بنابراین طبق بعضی پیشنهادها، می‌توان قبل از استفاده حفرات آن را تخلیه کرد (تبخیر محتوا و رطوبت جمع شده در حفره ها) تا تاثیر آن بیشتر شود. برای این کار، قرار دادن زئولایت در مجاورت گرما (خشک کن،هواپز،توستر و غیره) در دمای ۸۰ تا ۱۰۰ درجه پیشنهاد شده‌است.